# Muntiacus crinifrons

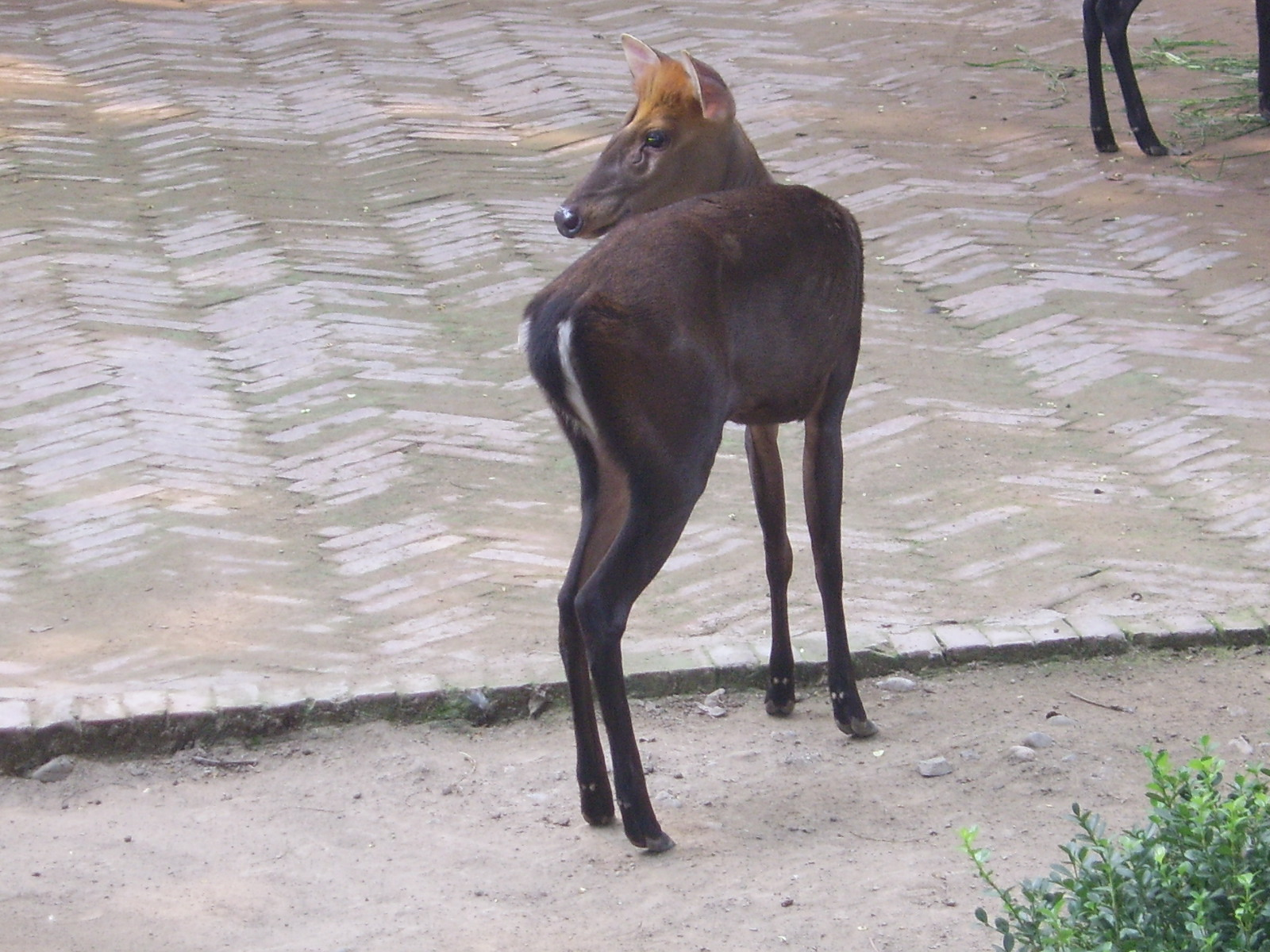

El muntíaco negro (Muntiacus crinifrons) es una especie de cérvido solo presente en algunas áreas del sur de China.